# Île Coelleira
L'Île Coelleira est une petite île inhabitée de la mer Cantabrique, sur la municipalité de O Vicedo, dans la province de Lugo (Galice). Elle est la plus grande des îles de la province. Elle a une forme trapézoïdale de plus d'un kilomètre de long et une altitude de 80 m et elle est surmontée d'un phare construit en 1893.

## Histoire
Au IXe siècle, il y avait un monastère des moines bénédictins détruit par les raids normands. Aujourd'hui, outre le phare, l'île est stérile, avec une surface herbeuse où vivent beaucoup de lapins (d'où son nom Coelleira, qui en galicien Cenejera signifie Lapin).